# Съкровищният лов на Йоги
„Съкровищният лов на Йоги“ (на английски: Yogi's Treasure Hunt) е американски анимационен сериал на Хана-Барбера. Общо 27 епизода се излъчват от 15 септември 1985 до 27 март 1988 г. като част от програмния блок „Фантастичният свят на Хана-Барбера“. Тази серия бележи последния път, когато Доус Бътлър озвучава Мечокът Йоги, Хъкълбери Хрътката, Снагълпус и другите си анимационни герои в сериал.